# Berlinale 1976
La Berlinale 1976 était la 26e édition du festival du film de Berlin, qui s'est déroulée du 25 juin 1976 au 6 juillet 1976.

## Jury
- Jerzy Kawalerowicz (Président du jury)
- Hannes Schmidt
- Marjorie Bilbow
- Michel Ciment
- Guido Cinotti
- Gueorgui Danielia
- Wolf Hart
- Bernard R. Kantor
- Fernando Macotela
- Márta Mészáros
- Shūji Terayama

## Sélections

### Compétition
La sélection officielle en compétition se compose de 22 films.
- L'Argent de poche de François Truffaut[1]
- Azonosítás de László Lugossy[2]
- Le Bateau blanc (Belyy parokhod) de Bolotbek Chamchiev[1]
- Beach Guard in Winter (Čuvar plaže u zimskom periodu) de Goran Paskaljević[1]
- Buffalo Bill et les Indiens (Buffalo Bill and the Indians, or Sitting Bull's History Lesson) de Robert Altman[2]
- Canoa de Felipe Cazals[2]
- Caro Michele de Mario Monicelli[2]
- Divine Créature (Divina creatura) de Giuseppe Patroni Griffi[1]
- Le Docteur Pulder sème des pavots (Dokter Pulder zaait papavers) de Bert Haanstra[1]
- Expropiación de Mario Robles[3],[4]
- F… comme Fairbanks de Maurice Dugowson[1]
- L'Homme qui venait d'ailleurs (The Man Who Fell to Earth) de Nicolas Roeg[1]
- Le Jardin de pierres (Bāgh-e sangi) de Parviz Kimiavi[2]
- Les Longues Vacances de 36 (Las largas vacaciones del 36) de Jaime Camino[5],[4]
- Meurtre à huis clos (Honjin satsujin jiken) de Yōichi Takabayashi[6],[7]
- Mozart - Aufzeichnungen einer Jugend de Klaus Kirschner[8],[9]
- Nuits et Jours (Noce i dnie) de Jerzy Antczak[2]
- La Solitude soudaine de Konrad Steiner (Die plötzliche Einsamkeit des Konrad Steiner) de Kurt Gloor[1]
- Sledovatelyat i gorata de Rangel Valchanov[1]
- Une vie gâchée (Verlorenes Leben) d'Ottokar Runze[2]
- Zaklęte rewiry de Janusz Majewski[1]
- Fogo morto de Marcos Farias[10],[source insuffisante]

### Hors compétition
- Il était une fois l'Amérique (America at the Movies) de George Stevens Jr.[11]

### Courts métrages
- Horu: Munakata Shikō no sekai de Takeo Yanagawa[2]
- Ominide de Paolo Villani[2]
- Trains de Caleb Deschanel[2]

### Forum
- Der aufrechte Gang de Christian Ziewer[9]
- Emden geht nach USA. 2. Wir können so viel de Klaus Wildenhahn[9]
- L'Empire des sens (Ai no corrīda) de Nagisa Ōshima[9]
- L'Homme à tout faire de Thomas Koerfer[4]
- Labirintus d'András Kovács[4]
- Lettre paysanne (Kaddu Beykat) de Safi Faye[1]
- La Vie quotidienne dans un village syrien (Al hayatt al yawmiyah fi quariah suriyah) d'Omar Amiralay[1]

## Palmarès
- Ours d'or : Buffalo Bill et les Indiens de Robert Altman
- Ours d'argent (Grand prix du jury) : Canoa de Felipe Cazals
- Ours d´argent (Prix du jury) : Le Jardin de pierres (Bāgh-e sangi) de Parviz Kimiavi
- Ours d'argent du meilleur acteur : Gerhard Olschewski pour Une vie gâchée d'Ottokar Runze
- Ours d'argent de la meilleure actrice : Jadwiga Barańska pour Nuits et Jours de Jerzy Antczak
- Ours d'argent du meilleur réalisateur : Mario Monicelli pour Caro Michele